# John Sessions

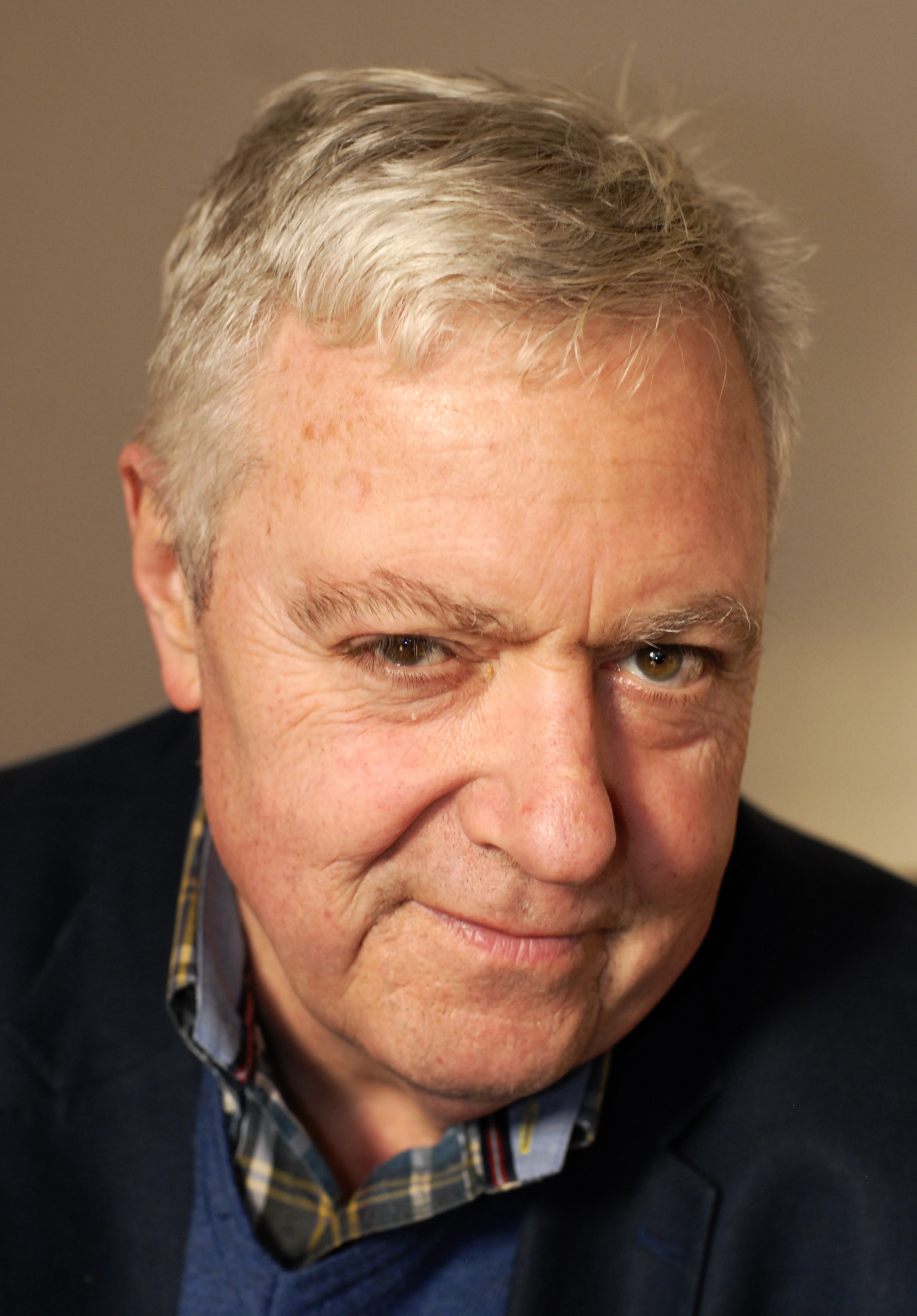
John Sessions (2018)

John Sessions, eigentlich John Gibb Marshall (* 11. Januar 1953 in Largs, North Ayrshire, Schottland, Vereinigtes Königreich; † 2. November 2020 in London), war ein britischer Filmschauspieler und Comedian. Er trat auch in der englischen Quizsendung QI und in der humoristischen Spielshow Whose Line Is It Anyway? auf.

## Leben
Sessions verbrachte seine Jugendjahre in Kempston, Bedfordshire. Er erwarb einen Master an der walisischen Bangor University und studierte mit dem Ziel Ph.D. an der McMaster University in Hamilton, Ontario, Kanada, schloss jedoch nicht ab. Darüber hinaus absolvierte er in den 1970er Jahren eine Schauspielausbildung an der Royal Academy of Dramatic Art in London.
Seine erste kleine Rolle erhielt er 1982 als Patient in dem Horrorfilm The Sender. Danach spielte er 1984 in Die Bounty bereits an der Seite von Mel Gibson und Anthony Hopkins. In seiner über 35-jährigen Tätigkeit hatte er u. a. Auftritte in Ein russischer Sommer (2009, Regie Michael Hoffman, mit dem er mehrfach arbeitete), We Want Sex (2010, Regie Nigel Cole, in der Rolle von Harold Wilson), Sherlock – Das große Spiel (2010, Regie Paul McGuigan, in der Rolle von Kenny Prince), Die Eiserne Lady (2011, in der Rolle von Edward Heath), The Hunt for Tony Blair (2011, TV), The Domino Effect (2011) oder The Real American – Joe McCarthy (2011, Regisseur Lutz Hachmeister).
Sein Schaffen umfasst mehr als 130 Film- und Fernsehproduktionen. In den 1980er Jahren trat Sessions im Londoner West End außerdem in One-Man-Shows auf.
Sessions lebte offen homosexuell. Er starb im Herbst 2020 im Alter von 67 Jahren in seinem Haus in London an den Folgen eines Herzleidens.

## Filmografie (Auswahl)
- 1982: Teuflische Signale (The Sender)
- 1984: Die Bounty (The Bounty)
- 1986: Castaway – Die Insel (Castaway)
- 1989: Henry V. (Henry V)
- 1996: Die Legende von Pinocchio (The Adventures of Pinocchio)
- 1998: Cousine Bette (Cousin Bette)
- 1999: Ein Sommernachtstraum (A Midsummer Night’s Dream)
- 2001: Verbrechen verführt (High Heels and Low Lifes)
- 2001: Randall & Hopkirk – Detektei mit Geist (Randall & Hopkirk (Deceased), Fernsehserie, 1 Folge)
- 2002: Gangs of New York
- 2002: Inspector Lynley (The Inspector Lynley Mysteries, Fernsehserie, 1 Folge)
- 2003: Inspector Barnaby (Midsomer Murders) Fernsehserie, Staffel 6, Folge 3: Der Tod malt mit (Painted In Blood)
- 2004: Der Kaufmann von Venedig (The Merchant of Venice)
- 2006: Der gute Hirte (The Good Shepard)
- 2006: Agatha Christie’s Marple (Fernsehserie, 1 Folge)
- 2007: New Tricks – Die Krimispezialisten (New Tricks, Fernsehserie, 1 Folge)
- 2009: Ein russischer Sommer (The Last Station)
- 2009: Der Weihnachtsmuffel (Nativity!)
- 2010: We Want Sex
- 2010: Sherlock – Das große Spiel (Sherlock: The Great Game, Fernsehfilm)
- 2011: Die Eiserne Lady (The Iron Lady)
- 2013: Drecksau (Filth)
- 2013: Mr Selfridge (Fernsehserie, 1 Folge)
- 2015: Legend
- 2015: Mr. Holmes
- 2016: Verleugnung (Denial)
- 2016: Florence Foster Jenkins
- 2016: Alice im Wunderland: Hinter den Spiegeln (Alice Through the Looking Glass, Stimme)
- 2017: Loving Vincent
- 2017: Tanz ins Leben (Finding Your Feet)
- 2019: Intrigo: In Liebe, Agnes (Intrigo: Dear Agnes)
- 2019: Victoria (Fernsehserie, 8 Folgen)